# Grunge
Grunge este un subgen al rock-ului alternativ care s-a format pe la mijlocul anilor '80 în Seattle, Washington. Inspirat din hardcore punk, heavy metal și indie rock, grunge-ul este caracterizat prin chitările electrice distorsionate, contrastând cu intensitatea sonoră a piesei, "growling" și cu versurile apatice ori fără sens. Inesteticul grunge-ului este datorat înfățișării neîngrijite a cântăreților. Grunge-ul se formează odată cu casa de discuri independentă Sub Pop, pe la sfârșitul anilor '80. Acesta devine un succes comercial în prima jumătate a anilor '90, odată cu lansarea albumelor formațiilor Nirvana (Nevermind) și Pearl Jam (Ten). Succesul acestor două trupe a făcut ca grunge-ul să devină cea mai populară formă de hard rock a momentului. Desigur, și alte formații s-au bucurat de popularitate. Cu toate că multe dintre ele s-au destrămat sau au ieșit din atenția publicului pe la sfârșitul anilor '90, acestea continuă să influențeze muzica rock modernă.

## Originile cuvântului
Cuvântul grunge s-a format prin derivarea regresivă a cuvântului american grungy. Cuvântul a început să fie folosit ca argou în jurul anului 1965, fiind un sinonim pentru cuvintele „dirty” („murdar”) și „filthy” („obscen”). Mark Arm, vocalistul trupei Green River - mai târziu Mudhoney - este considerat primul care a folosit termenul grunge pentru a descrie stilul de muzică pe care îl abordează. Arm l-a folosit prima dată în 1981, când a scris o scrisoare sub numele său real, Mark McLaughlin, către ziarul Seattle-ez, Desperate Times (Vremuri disperate) în care critica formațiile Mr. Epp și The Calculations ca fiind: „Pure grunge! Pure noise! Pure shit!” („Mizerie toatală! Gălăgie totală! Rahat total!”). Clark Humphrey, editorul Desperate Times, a publicat în ziar că aceasta este prima dată când cineva folosește termenul pentru a descrie muzica formațiilor din Seattle, și a menționat că Bruce Pavitt de la Sub Pop a extins semnificația cuvântului în domeniul muzical, folosindu-se de el pentru a descrie formația Green River. Arm mărturisește câțiva ani mai târziu: „Evident, nu eu am creat termenul grunge. Îl știu de la cineva. Cuvântul era deja folosit în Australia, în jumătatea anilor '80 pentru a descrie trupe ca King Snake Roost, The Scientists, Salamander Jim și Beasts of Bourbon”. Arm folosea grunge mai mult ca termen descriptiv, decât ca termen muzical, dar prin acest cuvânt dorea să descrie sound-ul punk/metal hibrid al muzicii de pe scenele din Seattle.

## Reprezentanți proeminenți ai genului
Zona Seattle